# Salmanovo, Șumen
Salmanovo (în bulgară Салманово) este un sat în comuna Șumen, regiunea Șumen,  Bulgaria. 

## Demografie
Componența etnică a satului Salmanovo
     Bulgari (61,73%)
     Romi (36%)
     Nicio identificare (1,2%)
     Altele (1,06%)
La recensământul din 2011, populația satului Salmanovo era de 750 locuitori. Din punct de vedere etnic, majoritatea locuitorilor (61,73%) erau bulgari, cu o minoritate de romi (36%). Pentru 1,2% din locuitori nu este cunoscută apartenența etnică.